# Họ Vàng anh
Họ Vàng anh hay họ Hoàng oanh hoặc họ Hoàng li (danh pháp khoa học: Oriolidae) là một họ chim thuộc bộ Sẻ ở Cựu thế giới. Nó không có họ hàng gì với các loài vàng anh Tân thế giới của họ Icteridae.
Họ này bao gồm Sphecotheres viridis, thành viên duy nhất? (tuy nhiên, xem dưới đây) của chi Sphecotheres cùng khoảng 24 loài (theo các số liệu khác là 75 loài ?) vàng anh Cựu thế giới trong chi Oriolus, phân bố chủ yếu tại khu vực nhiệt đới Đông bán cầu, từ châu Phi (khoảng 6 loài) tới Đông Nam Á (khoảng 16 loài) và Australia (4 loài), nhưng không có ở New Zealand và các đảo trên Thái Bình Dương. Loài duy nhất sống ở châu Âu là hoàng anh (Oriolus oriolus) còn loài duy nhất sống trong khu vực ôn đới châu Á là vàng anh gáy đen (Oriolus chinensis). Trong văn hóa Việt Nam, vàng anh là nhân vật trong câu chuyện cổ tích Tấm Cám, nó là hóa thân của cô Tấm khi bị hại.

## Đặc điểm
Chim họ Vàng anh các loài chim ăn tạp với thức ăn chủ yếu là sâu bọ, quả và cả mật ong. Các loài vành anh ưa thích môi trường sống là rừng thưa nhưng luôn sống tại các tầng cao, vì thế mặc dù có bộ lông sặc sỡ nhưng ít khi người ta nhìn thấy chúng.
Vàng anh là những loài chim biết hót rất giỏi, có kích cỡ trung bình. Chúng có mỏ tương đối khỏe và nhọn, các chân và các ngón tương đối ngắn nhưng khỏe.
Các đại diện của họ này có dị hình giới tính rất mạnh. Chim trống có màu sắc lòe loẹt với các màu tương phản. Phần lớn các loài có màu vàng tươi với các vết đen sắc nét trên đầu, cánh hay đuôi. Chim trống của vài loài ở Đông Nam Á có màu đen hay đỏ. Chim mái nói chung có màu tương tự như chim trống với phần bên trên của cơ thể nói chung có màu hơi xanh lục. Tuy nhiên, phần bụng thường tươi hơn. Vì thế, chim mái về tổng thể có màu ít tương phản hơn và ít rõ nét. Chim non có bộ lông màu sắc tương tự như chim mái, nhưng phần lớn có thêm các sọc vằn bổ sung.

## Sinh sản
Các loài vàng anh làm tổ trên ngọn cây, với các tổ nằm ngang. Trứng cỏ vỏ màu trắng hay ánh vàng điểm các đốm sẫm màu. Chim non có màu ánh nâu.

## Phân loại
Trước đây, đôi khi người ta công nhận tới 4 chi cho họ này, nhưng thông thường chỉ công nhận 2 chi là Oriolus và Specotheres. Việc gán 2 chi khác là Irena (hiện nay xếp trong họ Irenidae) và Tylas (hiện nay xếp trong họ Vangidae) vào họ này gây mâu thuẫn.
Cho tới năm 2004 thì nghiên cứu di truyền ở mức phân tử cho phân loại họ Vàng anh vẫn chưa có sẵn. Các nghiên cứu di truyền ở mức phân tử gần đây cho thấy họ này chứa 4 chi là Oriolus, Specotheres, một phần chi Pitohui cũ (bao gồm Pitohui kirhocephalus và Pitohui dichrous) và Turnagra (2 loài được coi là đã tuyệt chủng gần đây).
Phân loại nội bộ của họ cũng gây mâu thuẫn. Phụ thuộc vào từng tác giả, họ này bao gồm 25-28 loài (chi Oriolus với 24 loài và chi Specotheres với 1-4 loài) hay 40 loài (chi Oriolus với 27 tới 36 loài). Việc hệ thống hóa bao hàm toàn diện họ này được thực hiện lần gần đây nhất vào năm 1962, và một số mâu thuẫn trong sơ đồ phân loại các loài vàng anh châu Á được tổng quát hóa trong bài viết của C.E Dickinson .
Riêng chi Sphecotheres, một số tác giả còn công nhận thêm ba loài sau: S. flaviventris, S. hypoleucus, S. vieilloti. Trang web của IOC công nhận 3 loài, trong đó ngoài S. viridis là 2 loài liệt kê cuối cùng ở đây.

## Phát sinh chủng loài
Cây phát sinh chủng loài của họ Vàng anh lấy theo Jønsson et al. (2010), Johansson et al. (2011).

|  | \| \| Turnagra \| \| \| \| \| \| Sphecotheres \| \| \| \| |
|  |                                                           |
|  | Oriolus                                                   |
|  |                                                           |
|  | Turnagra                                                  |
|  |                                                           |
|  | Sphecotheres                                              |
|  |                                                           |

|  | Turnagra     |
|  |              |
|  | Sphecotheres |
|  |              |

|  | \| \| Turnagra \| \| \| \| \| \| Sphecotheres \| \| \| \| |
|  |                                                           |
|  | Oriolus                                                   |
|  |                                                           |
|  | Turnagra                                                  |
|  |                                                           |
|  | Sphecotheres                                              |
|  |                                                           |

|  | Turnagra     |
|  |              |
|  | Sphecotheres |
|  |              |